# Селькоровская улица
Селько́ровская улица — магистральная улица в жилом районе «Вторчермет» Чкаловского административного района Екатеринбурга.

## История и происхождение названий
Улица впервые обозначена на карте Свердловска 1947 года, в это время она имела статус переулка. На карте улица показана застраивающейся на участке от улицы Водопроводной (Титова) до Газетной улицы. На карте Свердловска 1958 года на чётной стороне этой улицы показана застройка от Агрономической улицы до улицы Мусоргского. Название улица получила в честь селькоров — сельских корреспондентов.
В 1950 году на улице появились первые 2-этажные многоквартирные дома, в середине-второй половине 1950-х годов — 3-этажная застройка, в 1960-х и 1970-х годах — 5- и 9-этажная.
Современная жилая застройка улицы — разноэтажная, с этажностью от 2 до 18 этажей, доминирующими в застройке являются 5—9-этажные кирпичные и панельные жилые дома типовых серий.

## Расположение и благоустройство
Улица проходит с северо-северо-востока на юго-юго-запад вдоль линии железной дороги (по нечётной стороне улицы). Начинается от пересечения с улицами Новинской и Титова, заканчивается у автомобильного моста через реку Патрушиху и далее переходит в Полевской тракт. Пересечений с другими улицами нет. Справа (по чётной стороне) на улицу выходят улицы Агрономическая, Аптекарская, Симская, Мусоргского, Патриса Лумумбы, Окружная и переулок Энергетиков. Слева примыканий к улице нет.
Протяжённость улицы составляет около 3,4 км. Ширина проезжей части — от 8 до 14 м (от одной до двух полос в каждую сторону движения). 
Улица оборудована тротуарами (не на всём протяжении) и уличным освещением. Нумерация домов начинается от улицы Титова.

## Примечательные здания и сооружения
- № 60а — детский сад № 131.
- № 62 — Центральная городская клиническая больница № 24.
- № 100а — детский сад № 503.
- садовое общество «Химик».
- садовое общество «Вторчермет».

## Транспорт
Автомобильное движение на всей протяжённости улицы двустороннее.

### Наземный общественный транспорт
Улица является важной городской транспортной магистралью, связывающей с Екатеринбургом пригородные посёлки Горный Щит и Шабровский. По улице осуществляется автобусное движение (маршруты № 9, 11, 11 м, 12, 57А), ходят маршрутные такси № 016. Ближайшие к началу улицы остановки общественного транспорта — «Вторчермет» и «Поликлиника», к средней части улицы — «Патриса Лумумбы» и «Общежитие», к концу улицы — «Станция Керамик», «Южная подстанция» и «Сады».

### Ближайшие станции метро
Действующих станций Екатеринбургского метрополитена поблизости нет. Проведение линий метро в район улицы не запланировано.